# Euphyia zona
Euphyia zona är en fjärilsart som beskrevs av Ognin 1901. Euphyia zona ingår i släktet Euphyia och familjen mätare. Inga underarter finns listade i Catalogue of Life.